# Pico Lars Christensen
El pico Lars Christensen, también llamado Lars Christensentoppen, es el punto de mayor altura (1755 m) en la isla Pedro I, frente a la costa de la Antártida.
El pico es un volcán en escudo. Se desconoce si se encuentra extinto o no, aparentemente su cumbre no ha sido modificada por la presencia de hielos.
El pico fue nombrado en honor a Lars Christensen, el propietario del barco ballenero SS Odd I, que circunavegó la isla en enero de 1927.